# Ђуро Стругар
Ђуро Стругар (Метеризи, код Цетиња, 9. мај 1912 — Београд, септембар 1941) био је учесник Народноослободилачке борбе и народни херој Југославије.

## Биографија
Рођен је 9. маја 1912. године у селу Метеризи, код Цетиња. Потиче из сиромашне сељачке породице, његови родитељи Петар и Стана имали су осморо деце. Основну школу завршио је у селу Рваши, а гимназију је од 1925. до 1932. године похађао на Цетињу. У време школовања у гимназији, био је члан дружине „Слога“ и литерарног друштва „Скерлић“. Много је читао и упознао се с левичарском литературом и марксистичким писцима. Био је учесник ђачких демонстрација на Цетињу, 1931. године.
Правни факултет у Београду уписао је 1932. године. Одмах по доласку на факултет укључио се у револуционарни студентски покрет, а 1933. године је постао члан Комунистичке партије Југославије (КПЈ). Године 1934. је постао члан привременог партијског руководства на Универзитету. Први пут је ухапшен фебруара 1935. године, када је три дана провео у београдском затвору „Главњача“, а затим је спроведен на Цетиње. Други пут је ухапшен марта 1936. године, после велике провале црногорске партијске организације, и спроведен је у Дубровник, а затим у затвор у Сарајеву, у ком је провео више од четири месеца. Из затвора је пуштен због недостатка доказа.
Вратио се у Београд и радио у „Црвеној помоћи“. После провале у београдској партијској организацији и хапшења чланова Месног комитета, октобра 1936. године, постаје члан привременог Месног комитета КПЈ за Београд. Дипломирао је 1937. године. Од новембра 1936. до августа 1938. године налазио се на одслужењу војног рока у Школи резервних пешадијских официра у Горажду. После одслужења војске запослио се у Београду, као адвокатски приправник и постао председник Удружења адвокатских приправника. Крајем 1938. године постао је члан Месног комитета КПЈ за Београд. Руководио је рејонским комитетом Центар, радио међу обалским радницима на Дунаву и у Савезу набављачких задруга. Године 1939. постао је члан партијског Повереништва за београдски округ.
Од 1. јула до 13. августа 1939. године био је на војној вежби у Тузли, као војник Седме чете Петнаестог пешадијског пука „Стеван Синђелић“. A децембра исте године је добио чин резервног пешадијског потпоручника. После повратка са војне вежбе радио је са радницима фабрика „Рогожарски“, „Икаруса“ и штофаре Владе Илића. У демонстрацијама 14. децембра 1939. године он и Мирко Томић су предводили групу адвокатских приправника. У пролеће 1940. године био је делегат београдске партијске организације на Покрајинској конференцији КПЈ за Србију.
У мартовским данима 1941. године био је један од организатора и предводника демонстрација. Активно је учествовао у у припремама саветовања Покрајинског комитета КПЈ за Србију, одржаног 29. марта на Чукарици. Одмах бомбардовања Београда и напада на Краљевину Југославију, 6. априла 1941. године, отишао је у Црну Гору, али се крајем месеца вратио у Београд. Као члан МК КПЈ за Београд био је један од организатора Народноослободилачке борбе у Београду. Учествовао је у формирању оружаних група, руководио акцијама прикупљања оружја и санитетског материјала, пребацивања људи у Космајски партизански одред и др. Јуна 1941. године учествовао је у раду седнице ПК КПЈ за Србију. Од јуна је одржавао везу са Јанком Јанковићем, од кога је добија податке о ухапшеним члановима КПЈ и припремама полицијских рација.
Учествовао је у преговорима, у Београду, с представницима грађанских партија и припадницима четничке организације Драже Михаиловића, због стварања јединственог фронта борбе против окупатора. Био је један од организатора акције спасавања члана Политбироа ЦК КПЈ и секретара ПК КПЈ за Србију Александра Ранковића Марка из затворске болнице у Видинској улици. Септембра 1941. године преузео је дужност секретара Месног комитета КПЈ за Београд. Приликом одласка на састанак са секретаром једног рејонског комитета, и у улици Грчића Миленка, 22. септембра 1941. године, упао је у полицијску заседу. Ђуро је покушао да побегне, али је рањен, ухваћен и пребачен у затвор. Био је подвргнут страшним мучењима, али ништа није рекао, чак ни своје име, због чега је убрзо стрељан.
Указом Председништва Антифашистичког већа народног ослобођења Југославије (АВНОЈ), а на предлог Врховног команданта Југословенске армије маршала Јосипа Броза Тита 9. маја 1945. проглашен је за народног хероја.
У току Народноослободилачке борбе, погинуо је и Ђуров отац Петар, као и један његов брат.
Основна школа у Новом Београду, у блоку 37, носи његово име, а Цариградска улица у Београду је од 1946. до 1997. године носила његово име.

## Галерија
- Спомен табла у бившој улици Ђуре Стругара у Београду
- Спомен-плоча Ђуре Стругара у Алеју бораца Народноослободилачког рата на Новом гробљу у Београду
- Орден народног хероја